# Krzanowice
Krzanowice (dodatkowa nazwa w j. niem. Kranowitz, 1936–1945 Kranstädt; cz. Křenovice, śl. Krzōnowice) – miasto w południowej Polsce, w województwie śląskim, w powiecie raciborskim, położone nad potokiem Biała Woda. Siedziba władz gminy miejsko-wiejskiej Krzanowice.
Według danych z 31 grudnia 2023 r. miasto miało 2000 mieszkańców.

## Nazwa
Nazwa pochodzi prawdopodobnie od polskiej nazwy oznaczającej zakończenie, granicę czegoś – „krańca”. Według niemieckiego nauczyciela Heinricha Adamy’ego pochodzi ona od nazwy „zbocza”. W swoim dziele o nazwach miejscowych na Śląsku wydanym w 1888 r. we Wrocławiu wymienia on najstarszą nazwę miejscowości w polskiej formie Krżenowice tłumacząc jej znaczenie „Dorf am Abhange”, czyli po polsku „Miejscowość na stoku, zboczu, pochyłości”. Nazwa została później zgermanizowana przez Niemców na Kranowitz w wyniku czego utraciła swoje pierwotne znaczenie.
W roku 1613 śląski regionalista i historyk Mikołaj Henel z Prudnika wymienił miejscowość w swoim dziele o geografii Śląska pt. Silesiographia podając jej łacińską nazwę: Kranovicium. W dziele Matthäusa Meriana pt. „Topographia Bohemiae, Moraviae et Silesiae” z 1650 r. miasto wymienione jest pod nazwą Kranowitz. Słownik geograficzny Królestwa Polskiego podaje dwie polskie nazwy miejscowości Krzanowice oraz Chrzanowice oraz niemiecką Kranowitz.

## Historia

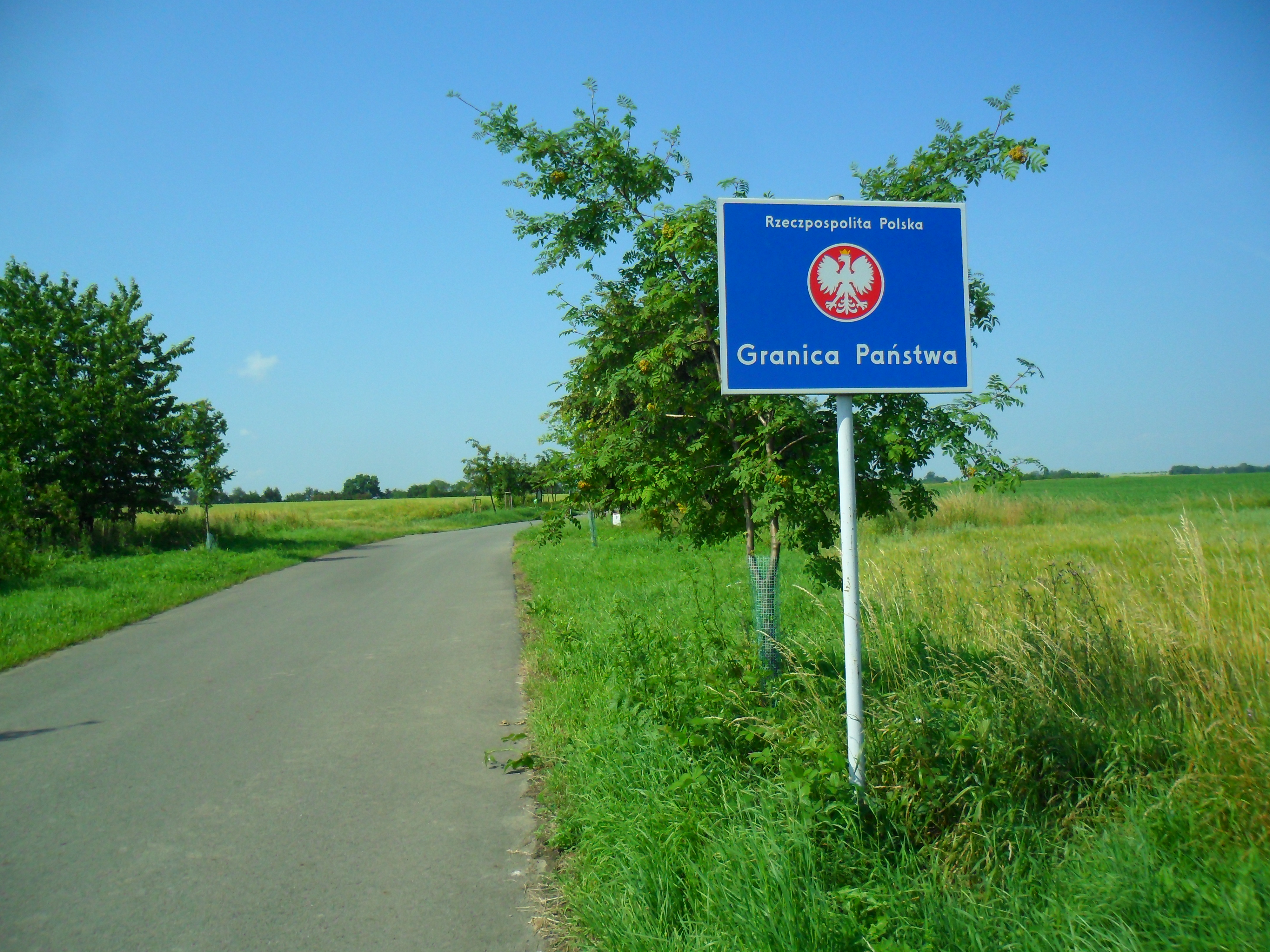
Przejście graniczne Krzanowice-Strahovice

W pobliżu współczesnych Krzanowic rozwijała się zapewne osada grupy śląskiej kultury łużyckiej, gdyż w 1925 r. na terenie miasta odkryto jej cmentarzysko. Badania archeologiczne prowadzono w 1925 r. oraz w latach 1976–1985. Ustalono, że pochówki odbywały się w okresie 1300-650 p.n.e. i że były one dość zróżnicowane. Wyodrębniono bowiem trzy rodzaje pochówków: popielnicowe, bezpopielnicowe oraz tzw. typu kietrzańskiego.
Miejscowość została po raz pierwszy wzmiankowana w dokumencie króla czeskiego Przemysła Ottokara II z 3 lutego 1265, w którym nadał on wsie Krzanowice i Štěpánkovice rycerzowi Herbordowi, stolnikowi biskupa ołomunieckiego, oraz tę pierwszą zezwolił lokować jako miasto na prawie głubczyckim.
Prawa miejskie Krzanowice posiadały do 1945 r. Po wojnach śląskich miasto znalazło się w granicach Prus. Od 1818 w nowym powiecie raciborskim. Według spisu z 1910 Krzanowice zamieszkałe były w 97% przez czeskojęzycznych (zobacz gwary laskie) Morawców.
Po II wojnie światowej (i włączeniu do Polski) Krzanowice zostały zarejestrowane jako gmina wiejska. Prawa miejskie zostały przywrócone w 2001 r. W okresie hitlerowskiego reżimu w latach 1936–1945 miejscowość nosiła nazwę Kranstädt.
Z racji wielkości i względnego zachowania lokalnych tradycji, można by uznać Krzanowice za stolicę polskich Moraw. Gwary laskie na terenie Polski w największym stopniu zachowały się właśnie w gminie Krzanowice. W latach 2011 do 2012 Miejski Ośrodek Kultury w Krzanowicach organizował projekt Dwa narody jedna kultura morawska, z festiwalem piosenki polsko-morawskiej czy wydaniem publikacji „Jako rzadziły i o czym pyrwe śpiwały nasze Omy”. Cyklicznie odbywa się tu Międzynarodowy Konkurs Gwary Laskiej „Morawske rzadzyni selske hospodyni”.

## Wspólnoty wyznaniowe
W mieście funkcjonuje jedna parafia rzymskokatolicka św. Wacława z kościołem św. Mikołaja.

## Demografia
Piramida wieku mieszkańców Krzanowic w 2014 r.: